# Saint-Germain-des-Prés (Maine-et-Loire)
Saint-Germain-des-Prés település Franciaországban, Maine-et-Loire megyében. Lakosainak száma 1396 fő (2022. január 1.). Saint-Germain-des-Prés Chalonnes-sur-Loire, Champtocé-sur-Loire, Saint-Augustin-des-Bois, Saint-Georges-sur-Loire és Mauges-sur-Loire községekkel határos.

## Népesség
A település népessége az elmúlt években az alábbi módon változott:
| Lakosok száma | 761  | 981  | 1139 | 1301 | 1400 | 1404 | 1398 | 1406 | 1402 | 1396 |
|               | 1968 | 1982 | 1990 | 2006 | 2013 | 2015 | 2017 | 2019 | 2020 | 2022 |